# Olympisch record
Een olympisch record (OR) is de beste prestatie ooit die op een bepaald onderdeel tijdens de Olympische Spelen is geleverd.
Het Internationaal Olympisch Comité erkent deze records alleen voor een bepaald aantal sporten. Op de Olympische Zomerspelen zijn dit er zes: in de atletiek, het baanwielrennen, het boogschieten, het gewichtheffen, de schietsport en het zwemmen; op de Olympische Winterspelen zijn het er twee: in het schaatsen en het shorttrack.

## Records op de zomerspelen
- Lijst van olympische records atletiek
- Lijst van olympische records baanwielrennen
- Lijst van olympische records boogschieten
- Lijst van olympische records gewichtheffen
- Lijst van olympische records schietsport
- Lijst van olympische records zwemmen

## Records op de Winterspelen
- Lijst van olympische records schaatsen
- Lijst van olympische records shorttrack